# Sledovi molčečih
Opisuje razreševanje policijskega primera, do katerega vodi skrivna sled molčečih prič. Razdeljen na 12 poglavij in vsebuje 49.900 besed.
Vidim jih pač, vendar ne vem, kaj počno in čemu... 

Slišim jih, toda ne vem, kaj govore, komu ali čemu... 

Nikoli ne bom vedel.
William Faulkner, Svetloba v avgustu (citat s prve strani romana).

## Zgodba
Matej Dan, pošten kriminalist, dobi odgovorno nalogo razrešiti primer Črni O, ki na prvi pogled deluje nedolžno in lahko. Načelnik Kos je prepričan, da bo Matej nalogo opravil kot se spodobi, vendar se primer zavleče, saj  ga pot popelje v svet skrivnostne družbe ki je nenavadno povezana, a hkrati tuja. Nesreča, ki se je zgodila na Kamneški ridi, postane njegova nočna mora, prave nevarnosti pa se zave šele, ko njegovega partnerja rani eden od osumljencev. Zasebnega in poslovnega življenja ne meša, čeprav ga včasih misli popeljejo k njegovi izbranki Marjeti, ki težko sprejema njegov delovni čas. Matej se srečuje z že znanimi obrazi in tako začne povezovati njihove zgodbe, vendar mu osumljenci z molkom otežujejo primer. Res je, da ga izid malo preseneti, ker dvomi v to, da je za prometno nesrečo na Kamneški ridi kriv mladi Sitar, ki je v družbi najmanj izkušen in na videz nedolžen. Matej meni, da Sitar nekoga ščiti, a ga vseeno prepusti zaslišanju, sam pa se odpravi domov, kjer ga čaka Marjeta.

## Kritike, literarna zgodovina
»Junaki v romanu ostanejo neizraziti, čeprav jih avtor naravnost surovo sili k akciji. Njihovo na videz vsakdanje življenje prepleta avtor z nekimi zapletenimi kombinacijami, da imamo ves čas vtis, kakor da se pred nami razvija tipična kriminalka.« (Snoj 1970: 221)
»Tri razvojne niti so, ki hočejo biti ena sama. Posreči se le ljubezenska zgodba ter portret godrnjave Jule.« (Snoj 1970: 221)
»V knjigi je potem še en roman, z naslovom Nočni vlak, govori o naših delavnih izseljencih v Nemčiji, a ni nič boljši.« (Snoj 1970: 222)
»Tako v novelistični zbirki Dobrijska balada (1967), kot v romanih Bog ljubezni (1968), Sledovi molčečih (1970) in Noro življenje (1972) pisatelj pripoveduje o sodobnem življenju v majhnem kraju, kjer se ljudje razhajajo in umikajo drug drugemu, a so prisiljeni bivati med silnicami svojih sanj in dosegljivo danostjo. Suhodolčan zapiše: »Rad bi poznal tistega, ki bi mi lahko zarisal mejo med sanjami in resničnostjo.« (Glušič 1996: 182)